# Thérèse Ngann
Thérèse Ngann, geborene Ngo Ndjack, (* 6. April 1928 in Manguen, Matomb; † 30. März 2011 in Douala) war eine kamerunische Modeschöpferin und Pionierin der einheimischen Modebranche.

## Biographie
Thérèse Ngann war das jüngste Kind einer Familie mit zehn Kindern und sollte nach dem Willen ihrer Eltern Nonne werden. Sie besuchte das Noviziat Sainte-Anne in Edéa, wo sie begann, sich für das Nähen zu interessieren. Es heißt, sie sei von Madame Clavery angeleitet worden, die zuvor bei Christian Dior in Frankreich ausgebildet worden sein soll und deren Mann Chef der französischen Kolonialverwaltung in Edéa war. Außerdem meldete sich Ngann für einen Fernkurs bei „Coupe et Couture“ in Paris an.
Im Mai 1968 organisierte Ngann in der „Salle des fêtes d'Akwa“ in Douala vor rund 400 geladenen Gästen die erste Modenschau des Landes, die den Beginn ihrer erfolgreichen Karriere markierte. Von 1970 bis 1979 entwarf sie die Uniformen der Flugbegleiterinnen von Cameroon Airlines (Camair). Ihre Lieblingsstoffe waren die einheimischen Bazin (gewebter gemusterter Damast) und Pagne (bedruckte Baumwolle). Unter ihren Kundinnen befanden sich die damalige First Lady von Kamerun, Germaine Ahidjo, sowie Ehefrauen von anderen afrikanischen Staatsoberhäuptern wie Jeanne-Irène Biya und Josephine Bongo (Patience Dabany).
1994 wurde Thérèse Ngann zur „Königin der afrikanischen Mode“ gekürt und erhielt 2002 beim Festival national des arts et de la culture du Cameroun (FENAC) die Auszeichnung Epi d'Or (Goldene Ähre). Im selben Jahr stellte sie bei einer Modenschau in Yaoundé ihre eigene Parfümlinie vor. Am 2. November 2002 veranstaltete sie eine Jubiläumsmodenschau und ging nach 47 Jahren in den Ruhestand. 2008 organisierten Schneider, Stylisten, Modeschöpfer und Models aus Douala eine Feier zum 80. Geburtstag der „Couturière des ‚premières dames“.
In ihren späteren Jahren lebte Thérèse Ngann trotz ihrer beruflichen Erfolge in Armut und Krankheit. Im Jahr 2010 wurde sie Berichten zufolge aus dem Haus in Bonapriso-Douala vertrieben, in dem sie seit 1963 gelebt hatte. Verwandte brachten sie in einem Wohnheim in Douala unter. Dort starb sie am 30. März 2011 im Alter von 82 Jahren und wurde am 4. Juni 2011 in Matomb beigesetzt. Ama Tutu Muna verlieh ihr im Rahmen der Trauerfeier in Vertretung von Präsident Biya posthum den Ordre de la Valeur. In seiner Grabrede unterstrich der Staatssekretär des Kulturministeriums, Manaouda Malachi, dass Ngann der kamerunischen Mode zu internationaler Achtung verholfen habe. Er beschrieb sie als eine „geistig fruchtbare Person“, die trotz ihrer enormen Leistungen bescheiden und sympathisch geblieben sei.
2012 wurde in Kamerun erstmals die Trophée Thérèse Ngann von der Vereennigung Reines et Héroïnes d’Afrique vergeben. Damit werden Frauen ausgezeichnet,  die durch ihre Kreativität die afrikanische Mode aufwerten und dazu anregen, zu einem typisch afrikanischen Kleidungsstil zurückzukehren.